# Paul White (cestista)
Paul Samuel White (Chicago, 24 ottobre 1995) è un cestista statunitense.